# (77185) Cherryh
(77185) Cherryh (2001 FE9) – planetoida z grupy pasa głównego asteroid okrążająca Słońce w ciągu 4,19 lat w średniej odległości 2,6 j.a. Odkryta 20 marca 2001 roku.